# Cantó d'Outarville
El cantó d'Outarville és un cantó francès del departament de Loiret, situat al districte de Pithiviers. Té 18 municipis i el cap és Outarville.

## Municipis
- Andonville
- Aschères-le-Marché
- Attray
- Autruy-sur-Juine
- Bazoches-les-Gallerandes
- Boisseaux
- Charmont-en-Beauce
- Châtillon-le-Roi
- Chaussy
- Crottes-en-Pithiverais
- Erceville
- Greneville-en-Beauce
- Jouy-en-Pithiverais
- Léouville
- Montigny
- Oison
- Outarville
- Tivernon

## Història
| Data d'elecció                           | Identitat          | Partit           | Qualitat |
| ---------------------------------------- | ------------------ | ---------------- | -------- |
| 1945-19..                                | M. Lemaire         | UDSR             |          |
| 19..-1982                                | M. Madre           | Divers droite    |          |
| 1982-1994                                | Pierre Mondine     | RPR              |          |
| 1994-2003                                | Pierre Bonnin      | RPR, després UMP |          |
| 2003-2008                                | Dominique Villette | UMP              |          |
| 2008-                                    | Patrick Choffy     | Divers droite    |          |
| les dades anteriors no són pas conegudes |                    |                  |          |
|                                          |                    |                  |          |

## Demografia
| A partir de 1990: Població sense dobles comptes |